# Tú me dejaste de querer
«Tú me dejaste de querer» es una canción del cantante español C. Tangana junto a La Húngara y Niño de Elche, lanzada el 5 de noviembre de 2020 como tercer single de su tercer álbum, El Madrileño. La canción está producida por Alizzz.

## Antecedentes y promoción
El 28 de abril de 2020, C. Tangana publicó «Nunca estoy», y el 8 de octubre publicó «Demasiadas mujeres», y tras el éxito recogido por los dos primeros singles del álbum, un mes después salió «Tú me dejaste de querer».
Se convirtió en el mejor debut español de la historia al registrar 1.631.995 de streams en Spotify España durante sus primeras 24 horas. De este modo, superó por un 1 millón de streams el récord anterior, que lo tenía Aitana con «Vas a quedarte», así como el histórico de streams diarios en Spotify España, rebasando por primera vez la barrera de 1 millón de streams. Debutó en el 31 de Spotify Global, convirtiéndose en el segundo mejor debut de la semana y posicionándose como el artista español más oído en la plataforma a nivel mundial. Además, superó en su primera semana las 20.000 unidades vendidas, logrando la certificación de disco de oro en su primera semana, convirtiéndose en la primera canción española en conseguirlo. La canción logró también ser número 1 en tendencias de YouTube, obteniendo 6,5 millones de visitas en tres días, y se posicionó en lo más alto de las listas de Apple Music y Amazon Music.

## Videoclip
El videoclip salió el 5 de noviembre de 2020, y está dirigido por Santos Bacana, y producido por María Rubio y Cristina Trenas, del colectivo Little Spain. En el videoclip se muestra a C. Tangana en Madrid en la azotea del Edificio España, rodeado de lujos, pero también de insatisfacción. Tangana se sube a un avión con rumbo desconocido. Al mismo tiempo, es acechado por un recuerdo, una muchacha, y una dirección: el sur de España. Esto se muestra tanto en la contribución de La Húngara y Niño de Elche, como en los dejos flamencos de la música.

## Personal
- C. Tangana – voz, composición
- La Húngara – voz
- Niño de Elche – voz
- Alizzz – composición, producción, arreglos, sintetizador
- Harto Rodríguez – composición, grabación, guitarra
- Juan Antonio Jiménez Muñoz – composición
- Johnny J. Gómez Bazán – bongos, güiro
- Jaime Navarro – grabación
- Jaycen Joshua – mezclas
- Chris Athens – masterización

## Posicionamiento en listas
| Lista (2019-20)                   | Mejor posición |
| --------------------------------- | -------------- |
| Argentina (Billboard Hot 100)     | 94             |
| España (PROMUSICAE)               | 1              |
| (Billboard Global 200)            | 83             |
| (Billboard Global 200 Excl. U.S.) | 38             |